# Kirtimukha

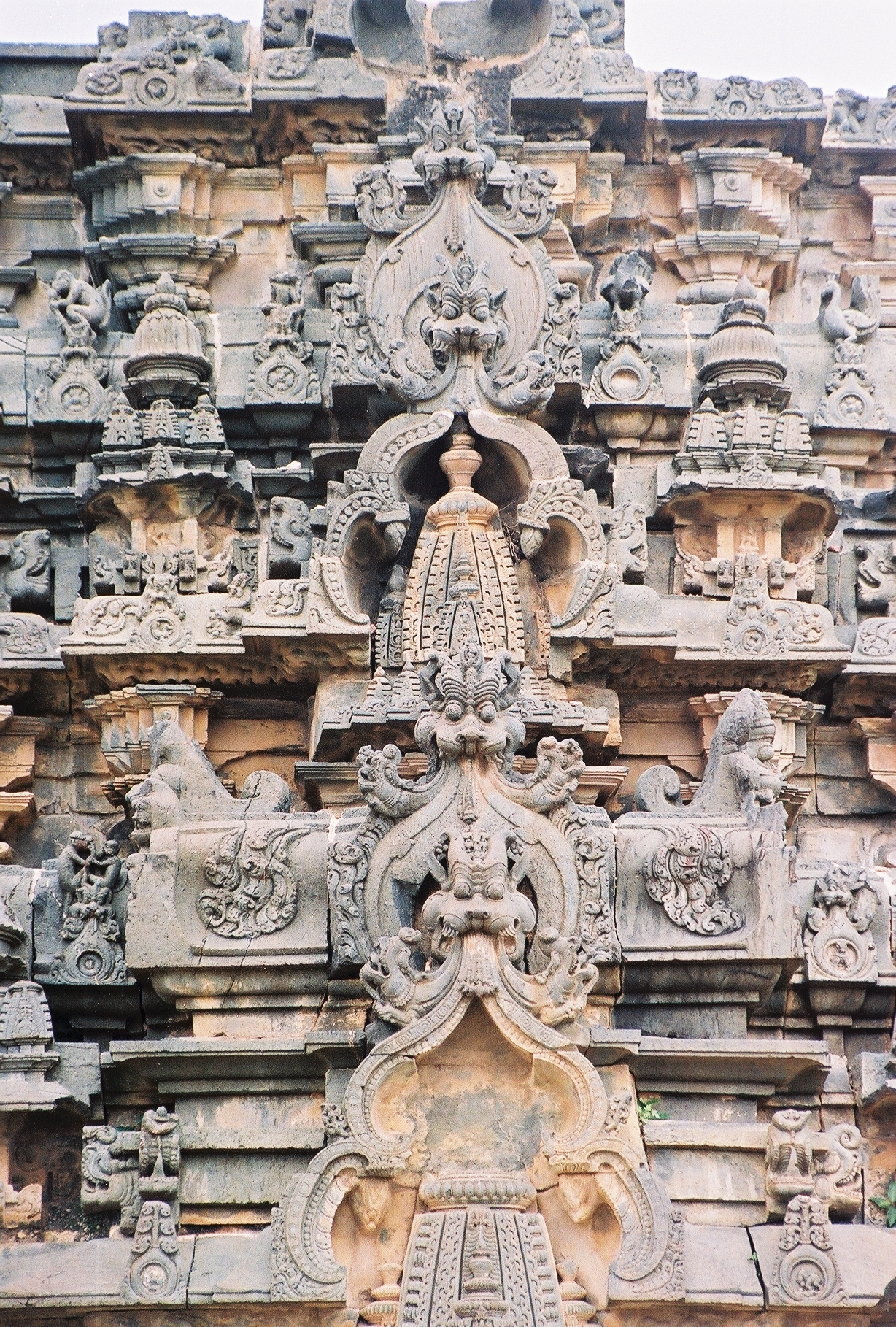
Vier Kirtimukhas am Kasivisvesvara Temple in Lakkundi, Karnataka, Indien

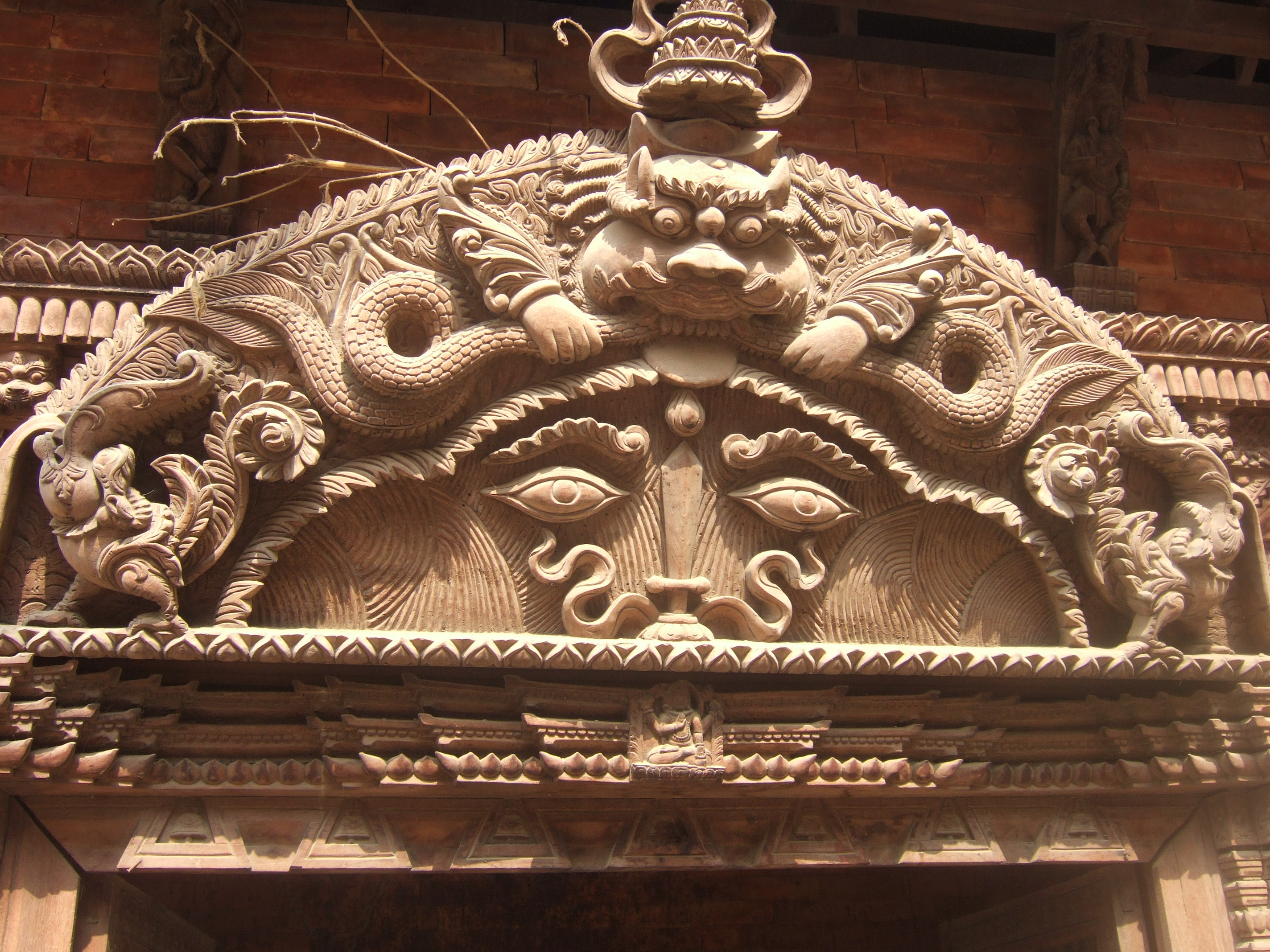
Kirtimukha über einem Portal in Kathmandu, Nepal

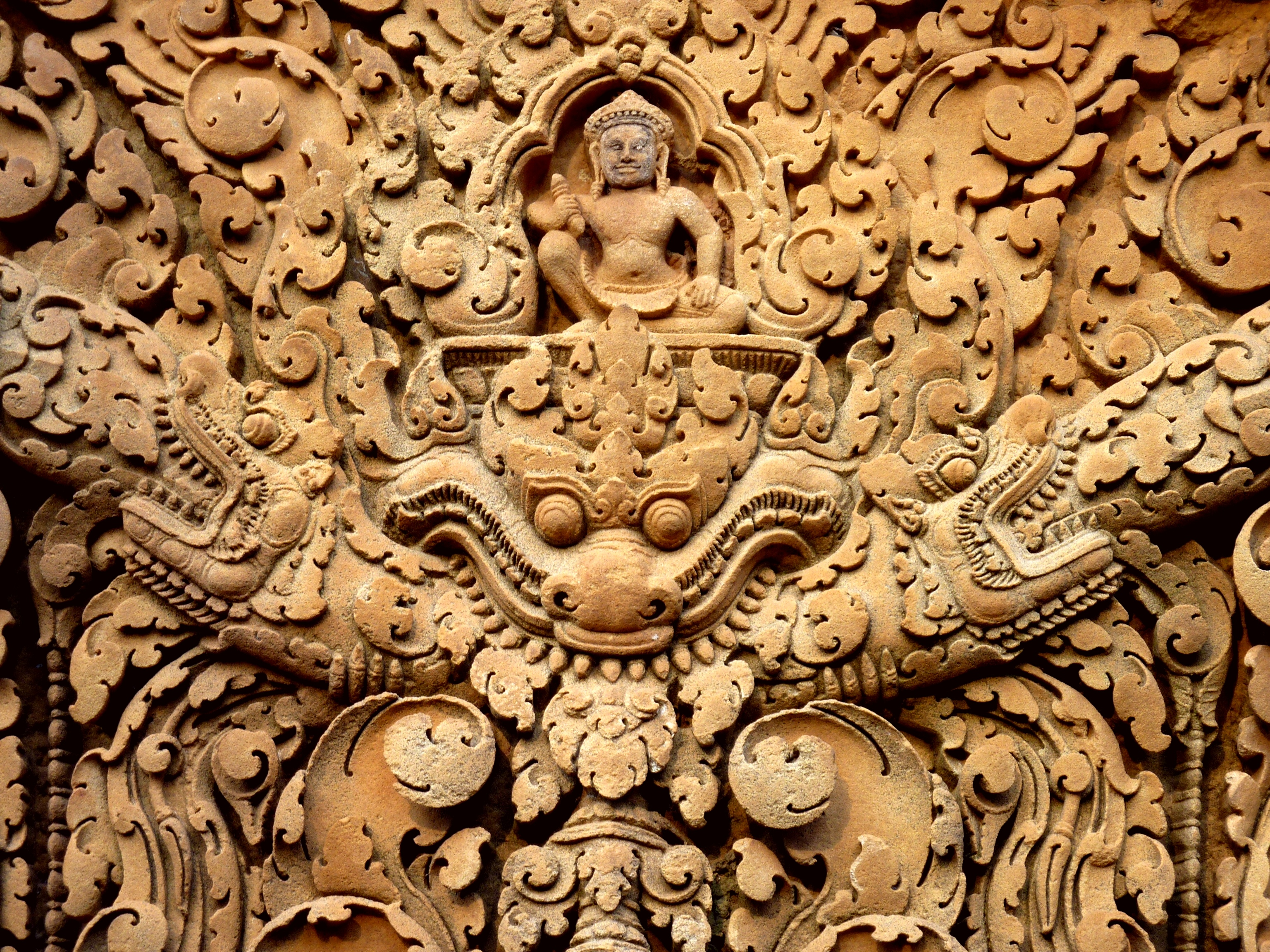
Kala aus Banteay Srei, Kambodscha

Kirtimukha oder Kirttimukha (deutsch etwa „glorreiches Gesicht“; in Südostasien auch Kala) bezeichnet in der indischen und südostasiatischen Kunst einen monströs-fratzenartigen Kopf mit hervorquellenden Augen und weit aufgerissenem Maul, zumeist mit abstrahierter gespaltener heraushängender Zunge, der am Außendekor vieler Tempel oder über Eingangsportalen in Erscheinung tritt. Manchmal können sogar mehrere Kirtimukhas übereinander angeordnet sein.

## Legende
Eine populäre Legende aus dem Skanda Purana berichtet, dass die von Shiva mit seinem ‚dritten Auge‘ geschaffene Kreatur Jalandhara auf Geheiß des Gottes sich selbst verzehrte, wobei sie bei ihrem Schwanz begann. Als sie das Mahl beinahe beendet hatte, gab Shiva ihr den Namen Kirtimukha.
Andere führen die Kirtimukhas auf griechische (ouroboros) oder auf vorderasiatische Anregungen zurück.

## Geschichte
In der frühen buddhistischen Kunst Indiens treten Kirtimukhas nicht in Erscheinung. In der hinduistischen Bildkunst des 5./6. Jahrhunderts finden sie sich manchmal auf Portalpfeilern im Zusammenhang mit amalakas und kalashas. Im 8. Jahrhundert erscheinen über den toranas der Treppenaufgänge. Seit dem 9. Jahrhundert bereichern sie auch die Khmer-Kunst Kambodschas.

## Darstellung
Die Augenpartie der Kirtimukhas ist manchmal zu stilisierten Hörnern verlängert. In manchen Fällen kommen aus dem aufgerissenen Maul mit herausgestreckter Zunge auch noch zwei Arme, die die Körper zweier (stilisierter) Schlangen (nagas) umfassen, deren Köpfe aber bereits im Maul des Monsters verschwunden sind. Häufig erscheinen sie gemeinsam mit anderen Fabelwesen wie makaras oder yalis.

## Bedeutung
Kirtimukhas können sowohl positiv als Beispiel für die sich selbst verzehrende Hingabe an Gott, als auch negativ im Sinne von übertriebener Unterwerfung unter den (angeblichen) Willen Gottes verstanden werden. Manche sehen die Kirtimukhas auch nur als Sinnbild für die zerstörerischen Kräfte Shivas. Da sie fast nur am Tempeläußeren bzw. an oder über Eingängen zu finden sind, ist eine Unheil abwehrende (apotropäische) Bedeutung der fratzenartigen Gebilde wahrscheinlich.